# Gigny-Bussy
Gigny-Bussy – miejscowość i gmina we Francji, w regionie Grand Est, w departamencie Marna.
Według danych na rok 2013 gminę zamieszkiwały 232 osoby.